# Notebooks of Henry James
Notebooks of Henry James (em português, Cadernos de Henry James) são as anotações pessoais de Henry James. Este material só foi publicado pela primeira vez em 1947 (James morreu em 1916), editado por F. O. Matthiessen and Kenneth B. Murdock. Geralmente tratam de assuntos profissionais e de ideias para obras futuras, mas há algumas anotações pessoais. James utilizou estes cadernos ao longo de quase toda sua carreira.